# Bathycolpodes implumis
Bathycolpodes implumis là một loài bướm đêm trong họ Geometridae.